# Río Loyo
El río Loyo o Loio es un curso de agua del noroeste de la península ibérica, afluente del Miño. Discurre por la provincia española de Lugo.

## Descripción
Discurre por la provincia de Lugo. El curso del río, que sigue una dirección noroeste, termina desembocando en el Miño aguas abajo de Puertomarín, en una zona hoy día ocupada por el embalse de Belesar. Aparece descrito en el décimo volumen del Diccionario geográfico-estadístico-histórico de España y sus posesiones de Ultramar de Pascual Madoz de la siguiente manera:

LOYO: r. en la prov. de Lugo, part. jud. de Sarria, el cual corre por el térm. municipal de Paradelo de S. á NO., fertilizando los campos de las felig. de Villamayor, Baran, Francos, Laje y Cortes, hasta llegar al Miño entre San Juan de Loyo, que deja á la izq. y por la der. á Puertomarin: en su curso le cruzan varios puentes siendo el mas notable el de las Ferrerias en Sta. Maria de Francos: sus aguas dan impulso á muchos molinos harineros y proporcionan buenas truchas.
(Madoz, 1847, p. 398)

Perteneciente a la cuenca hidrográfica del Miño, sus aguas acaban vertidas en el océano Atlántico.